# Parti du congrès nationaliste
Le Parti du congrès nationaliste (en anglais : Nationalist Congress Party, abrégé en NCP) est un parti politique indien. C'est un parti qui se veut national, mais est essentiellement implanté dans l'État indien du Maharashtra.

## Historique
Il est fondé le 25 mai 1999 par Sharad Pawar, ancien Chief minister du Maharashtra, P. A. Sangma et Tariq Anwar, après leur exclusion du Parti du Congrès en raison de leur désaccord vis-à-vis de la candidature de Sonia Gandhi à la tête du pays, en raison de ses origines italiennes. 
En janvier 2004, Sangma quitte le NCP à cause du rapprochement entre le NCP et le parti du Congrès, en dépit du fait que Sonia Gandhi soit restée à la tête du principal parti d'opposition indien. La faction de Sangma rejoint alors l'AITC (All India Trinamool Congress).
Le NCP se définit comme un parti progressiste, laïque, promouvant « la démocratie, la laïcité de Gandhi, l'équité, la justice sociale et le fédéralisme ». Le symbole électoral choisi par le parti est un réveil.  
Depuis les élections générales en Inde de 2004 pour le renouvellement du Lok Sabha, la chambre basse du Parlement de l'Inde, le NCP participe à la coalition au pouvoir, menée par le parti du Congrès. Il obtient neuf sièges (sur 543), tous dans le Maharashtra. L'un de ses membres, Praful Patel, est nommé ministre de l'Aviation civile. Depuis novembre 2004, le NCP dirige, avec le parti du Congrès, l'État du Maharashtra.

## Résultats électoraux

États où le NCP…
… est le partenaire minoritaire de la coalition au pouvoir.
… est un parti d'opposition minoritaire.
… n'a pas d'élus à la Vidhan Sabha.